# عکاسی آنالوگ

فیلم رنگی عکاسی. ۱-پایه فیلم ۲-لایه زیرین ۳-لایه حساس به نور قرمز ۴-لایه حساس به نور سبز ۵- لایه حساس به نور زرد ۶-لایه حساس به نور آبی ۷-فیلتر ماوراءبنفش ۸-لایه حفاظتی ۹-نور مریی.

اصول تفریقی بازسازی رنگ

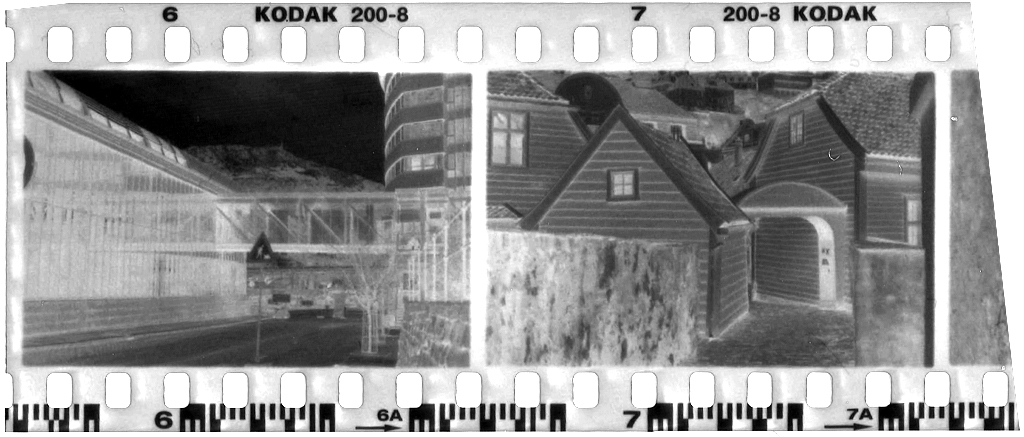
نگاتیو فیلم ۱۳۵.

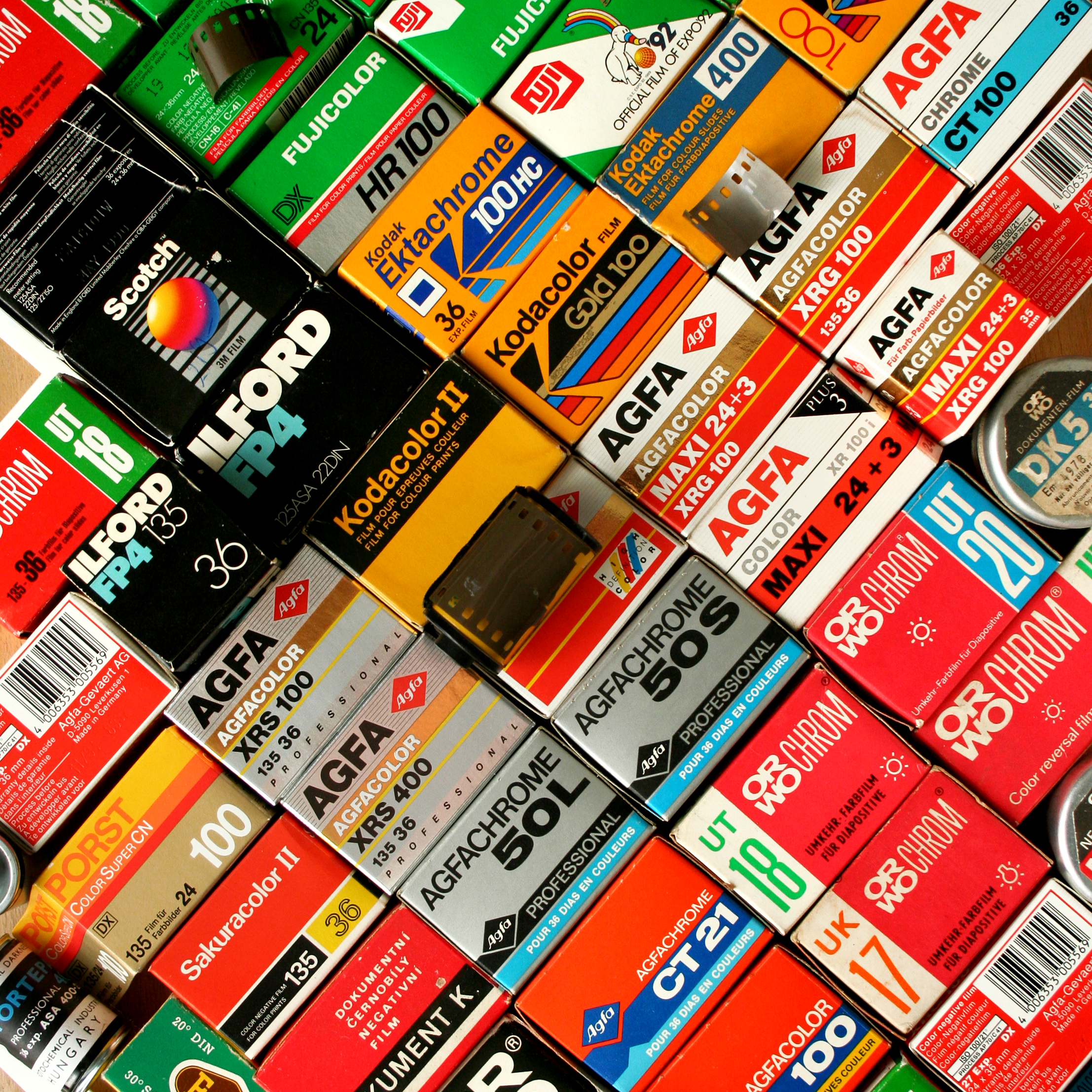
فیلم‌های عکاسی آنالوگ در سالهای ۱۹۸۰ تا ۱۹۹۰.

عکاسی آنالوگ اصطلاحی است که بعد از ظهور عکاسی دیجیتال، به عکاسی‌ای که با فیلم انجام می‌گیرد گفته شد.
در مقایسه با عکاسی دیجیتال که ضبط تصویر به وسیلهٔ تغییر در پتاسیل الکتریکی خروجی از سلول‌های حساس به نور صورت می‌گیرد، پیشوند آنالوگ به سیستم ضبط شیمیایی تصویر که بدون وجود تغییرات الکتریکی است، اضافه شده است.
در عکاسی آنالوگ، تصویر بر روی فیلمی که با استفاده از ژلاتین، نقره برمید به صورت امولسیون بر روی پایه فیلم تهیه شده، ثبت می‌شود؛ ولی در دوربین عکاسی دیجیتال، سیگنال تولید شده از برخورد نور با صفحه حساس ضبط تصویر، توسط پردازشگر دوربین ضبط و برای ارسال یا بازپخش آماده می‌شود.

## کشفی خارج از زمان
در دسامبر سال ۱۹۹۹ در نشریه Nature که توسط ژاکلین بللونی (Jacqueline Belloni) و مونا تره‌کوئر (Mona Treguer) منتشر شده است، هیند رمیتا (Hynd Remita) و رنه دی کیسر (René de Keyser) چگونگی تأثیر نور بر فیلم را نشان دادند. این اختراع توسط بخش شیمی شرکت آگفا به عنوان یک نتیجه ثبت شد، ولی بخاطر رکود بازار عکاسی آنالوگ، هیچ کاربرد و عداید تجاری بدست نداد.

## محبوبیت
عکاسی آنالوگ به عنوان یک علاقه‌مندی، در میان افراد رواج دارد. مجامع زیادی برای تبادل نظر در خصوص شیوه‌های جدید و متعدد به وجود آمده است. در میان نسل‌های جوانی که به عکاسی سنتی علاقه‌مند شده‌اند، جمع‌آوری و خرید و فروش بیش از ۶۰ قلم از تجهیزات عکاسی که در بیشتر در قرن ۱۹ مورد استفاده بود، گسترش خاصی پیدا کرده است.
عکاسی پلاروید (فوری) یکی از محبوب‌ترین ابزارهای عکاسی آنالوگ، در مواجهه با انقلاب دیجیتال است. بطوری که تولید فیلم پلاروید تا سال ۲۰۰۸ ادامه داشت! در یک پروژه غیرممکن، یک شرکت در پی تولید محصولات جدید برای دوربین‌های قدیمی پلاروید، به منظور بازیابی تکنیک‌های آنالوگ عکاسی پلاروید (فوری) برآمده بود.

## نگارخانه

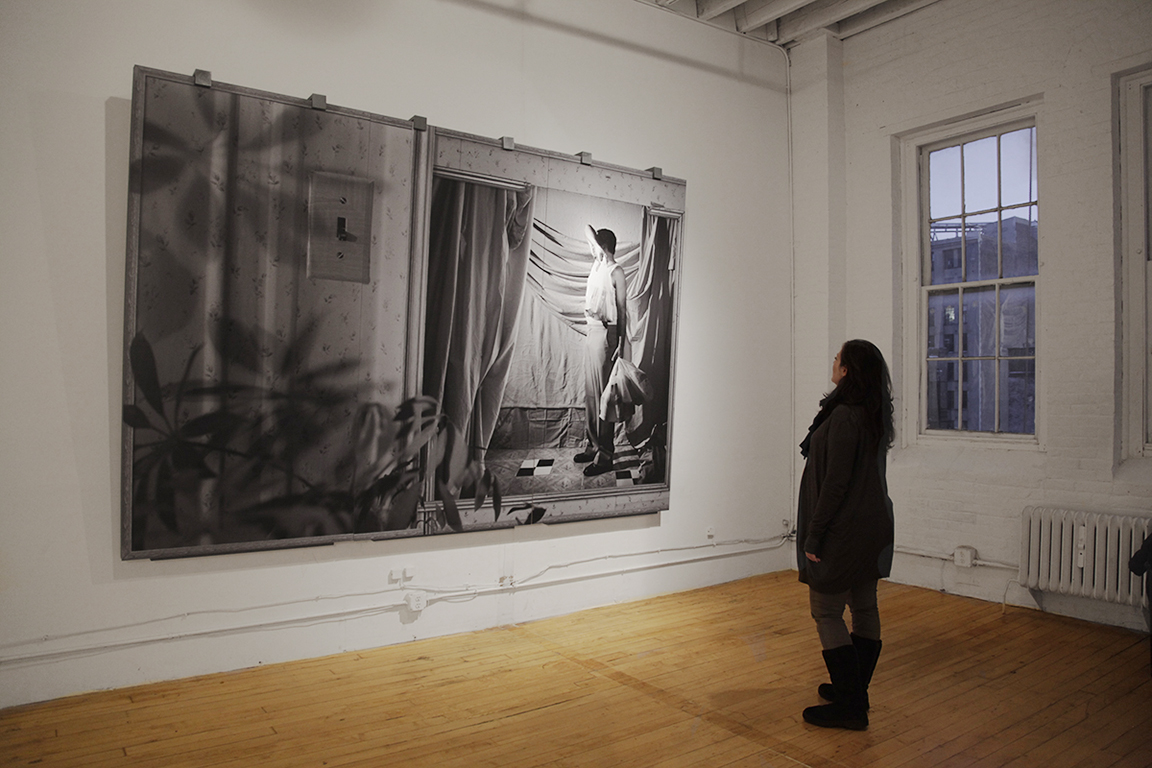
چاپ نقره آنالوگ در موزه به نمایش گذاشته شده است
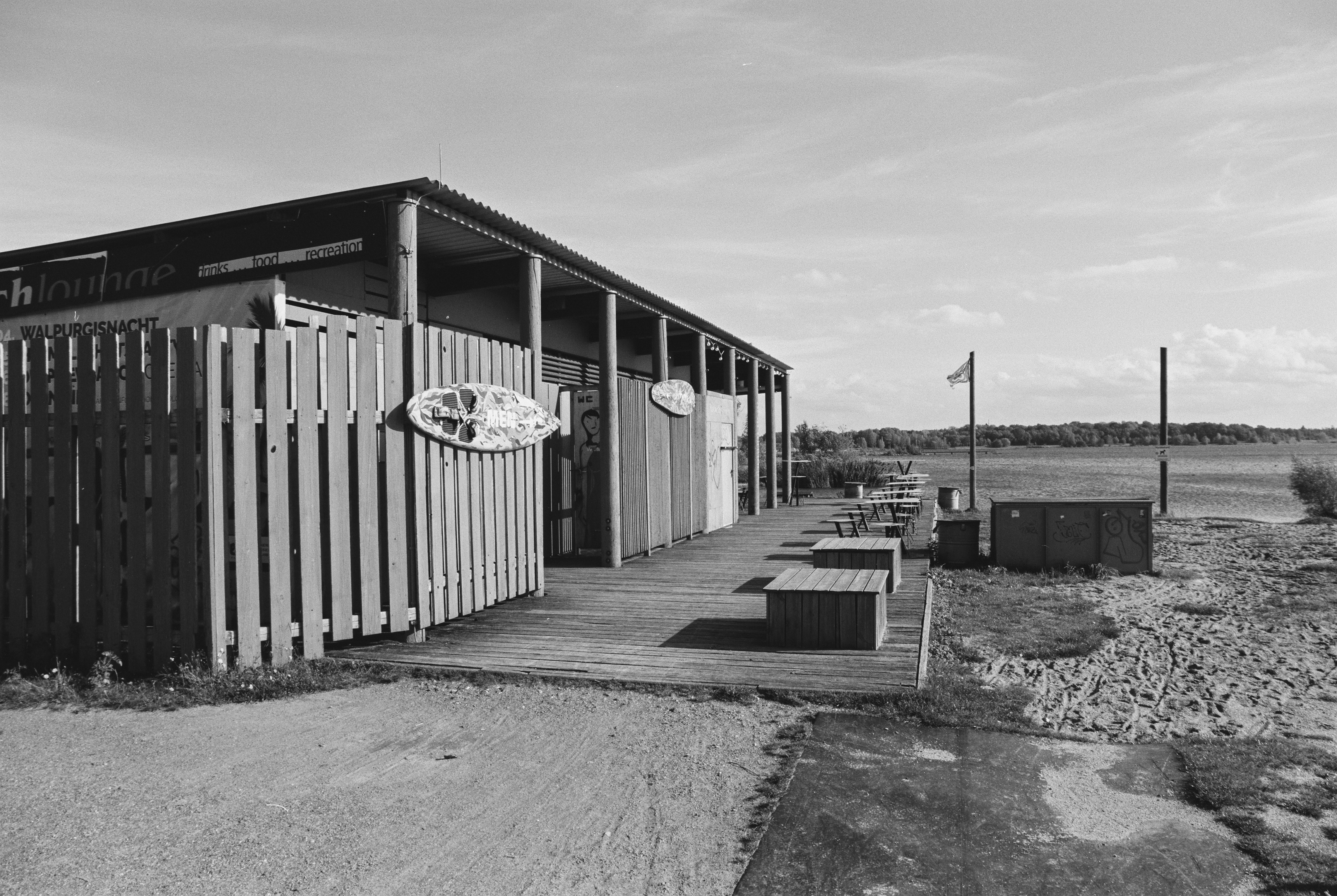
عکس فیلم معاصر ۲۰۱۷
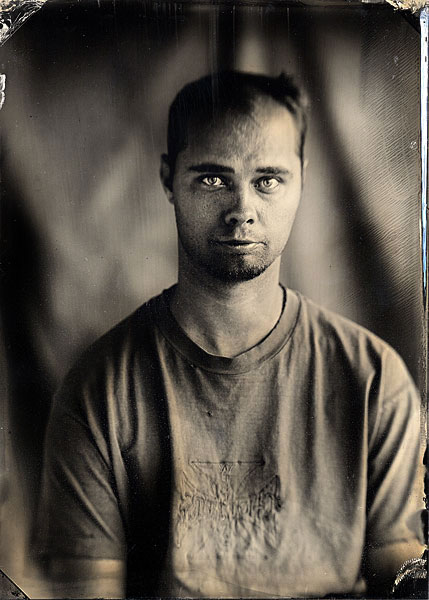
تیپ معاصر، ۲۰۰۴
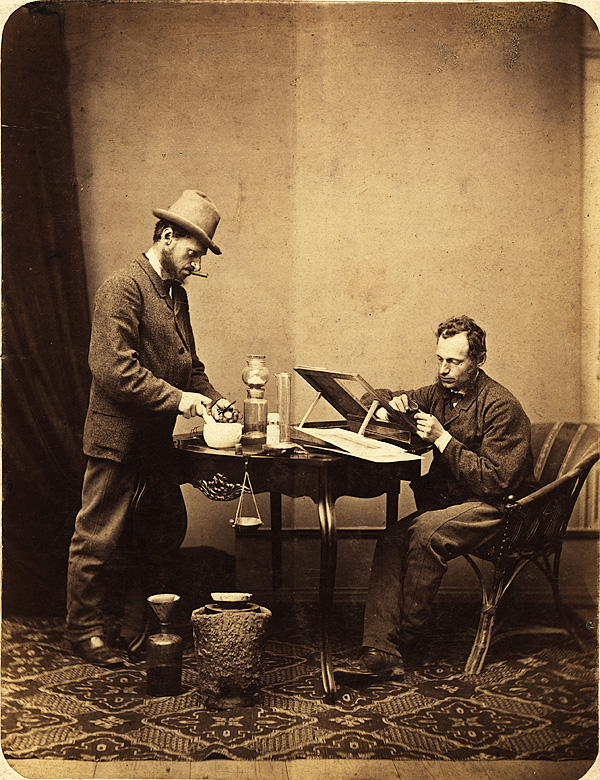
یک عکس سلفی دوتایی از طریق فرآیند کلودیون مرطوب گرفته شده است
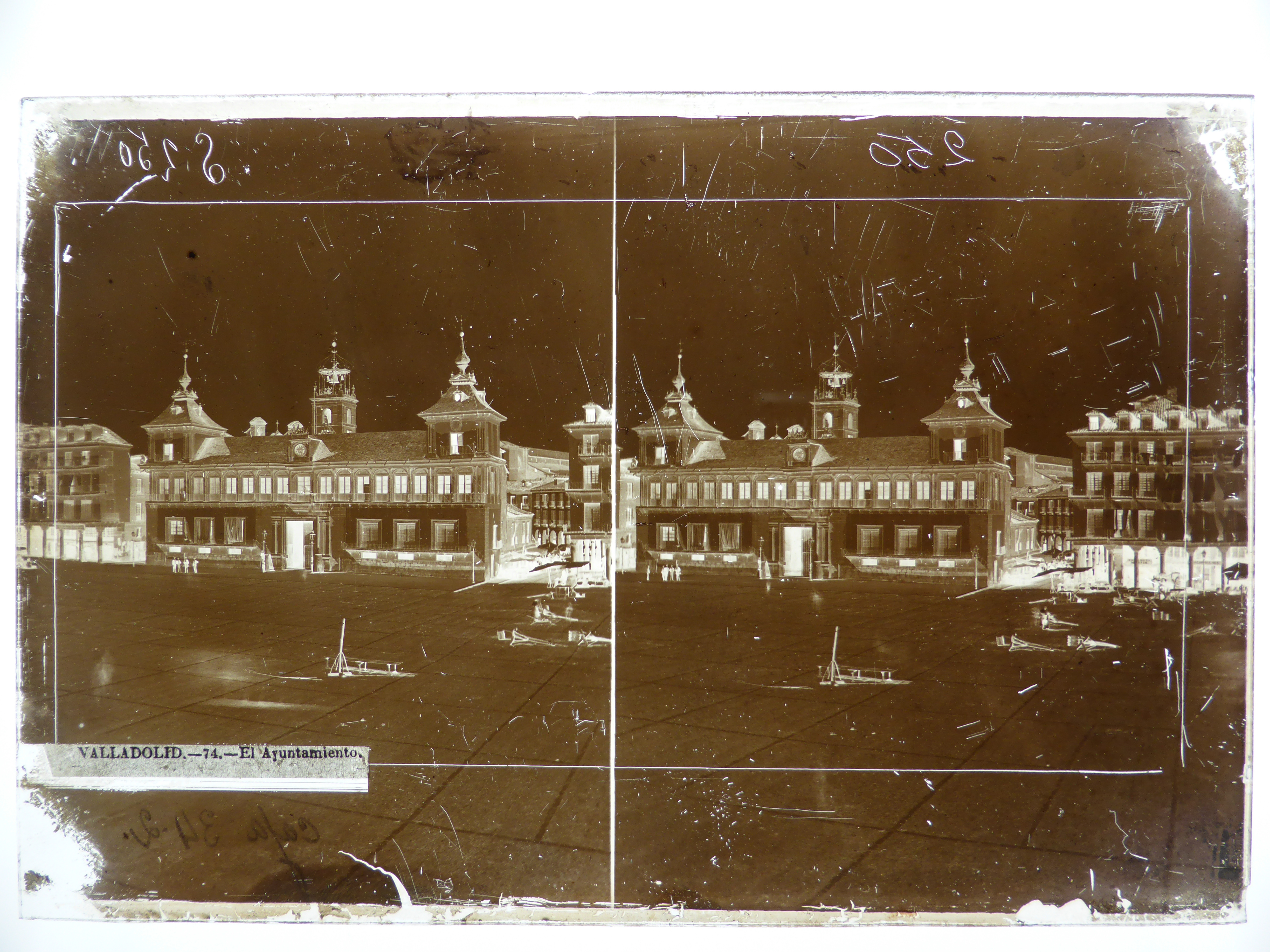
یک صفحه شیشه‌ای نگاتیو ساخته شده توسط فرآیند کلودیون مرطوب
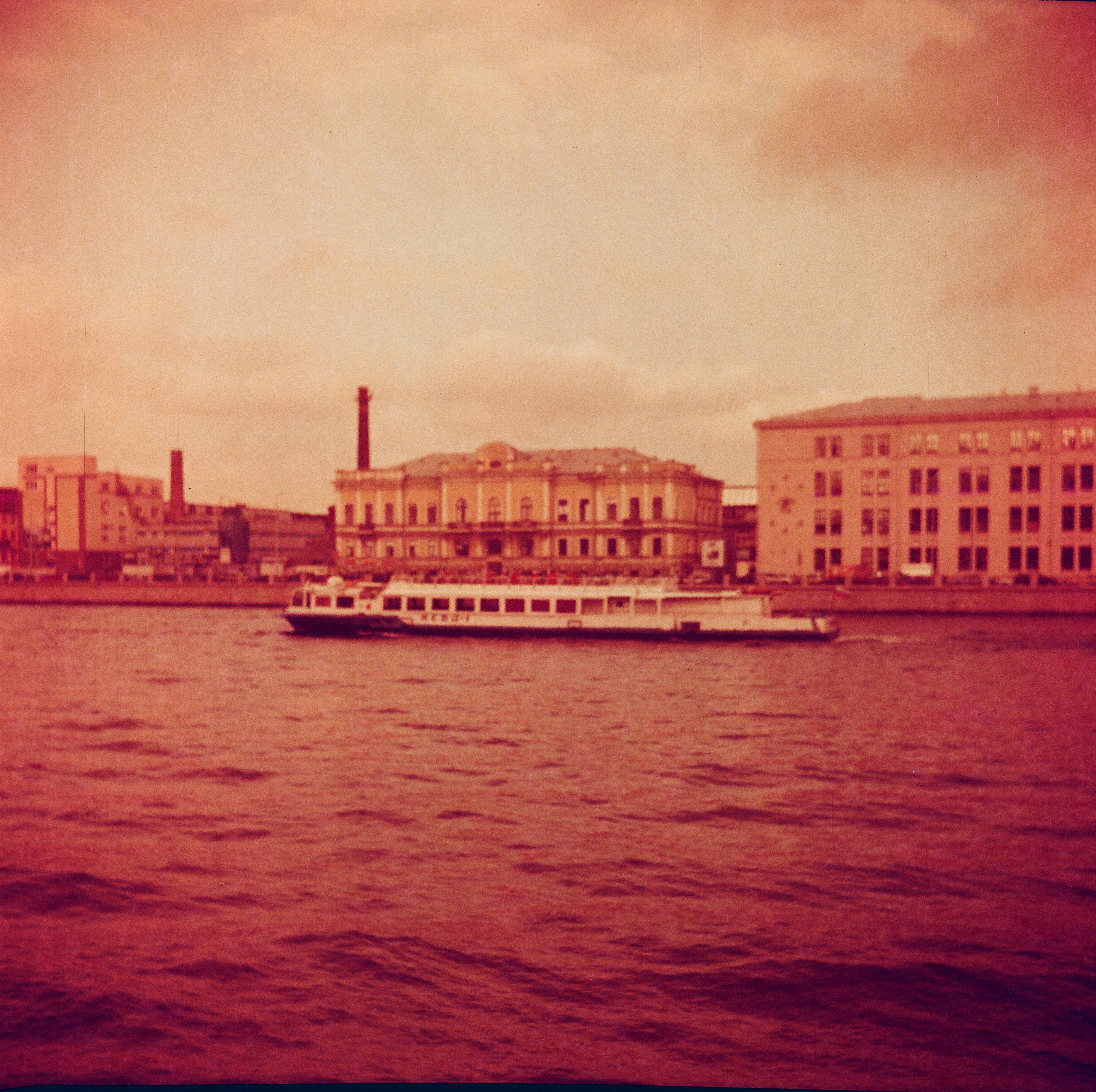
نور قرمز بیش از حد ناشی از بارگذاری فیلم رنگی در جهت اشتباه
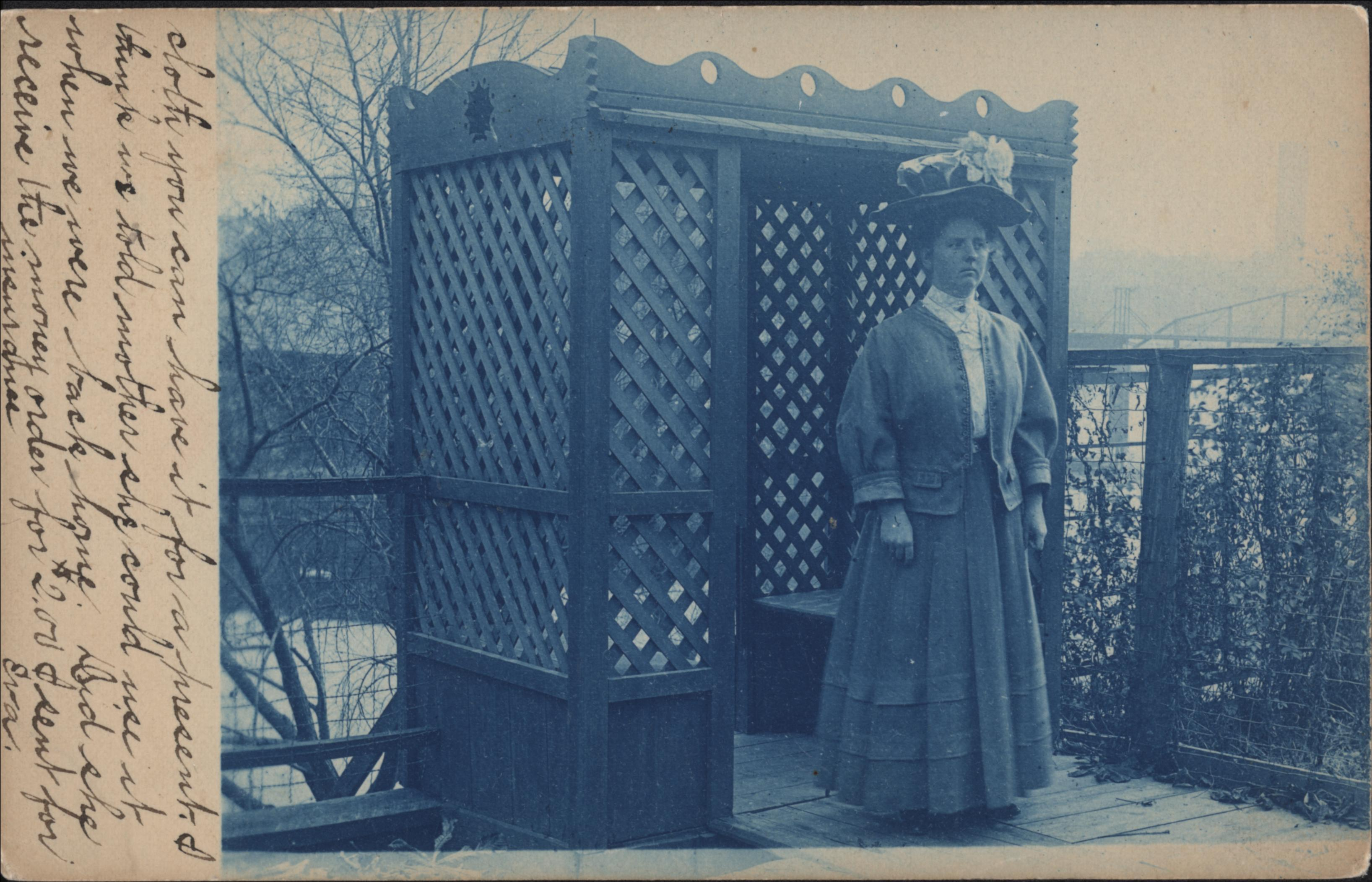
عکسی که در سال ۱۹۱۰ با سایانوتایپ چاپ شده است
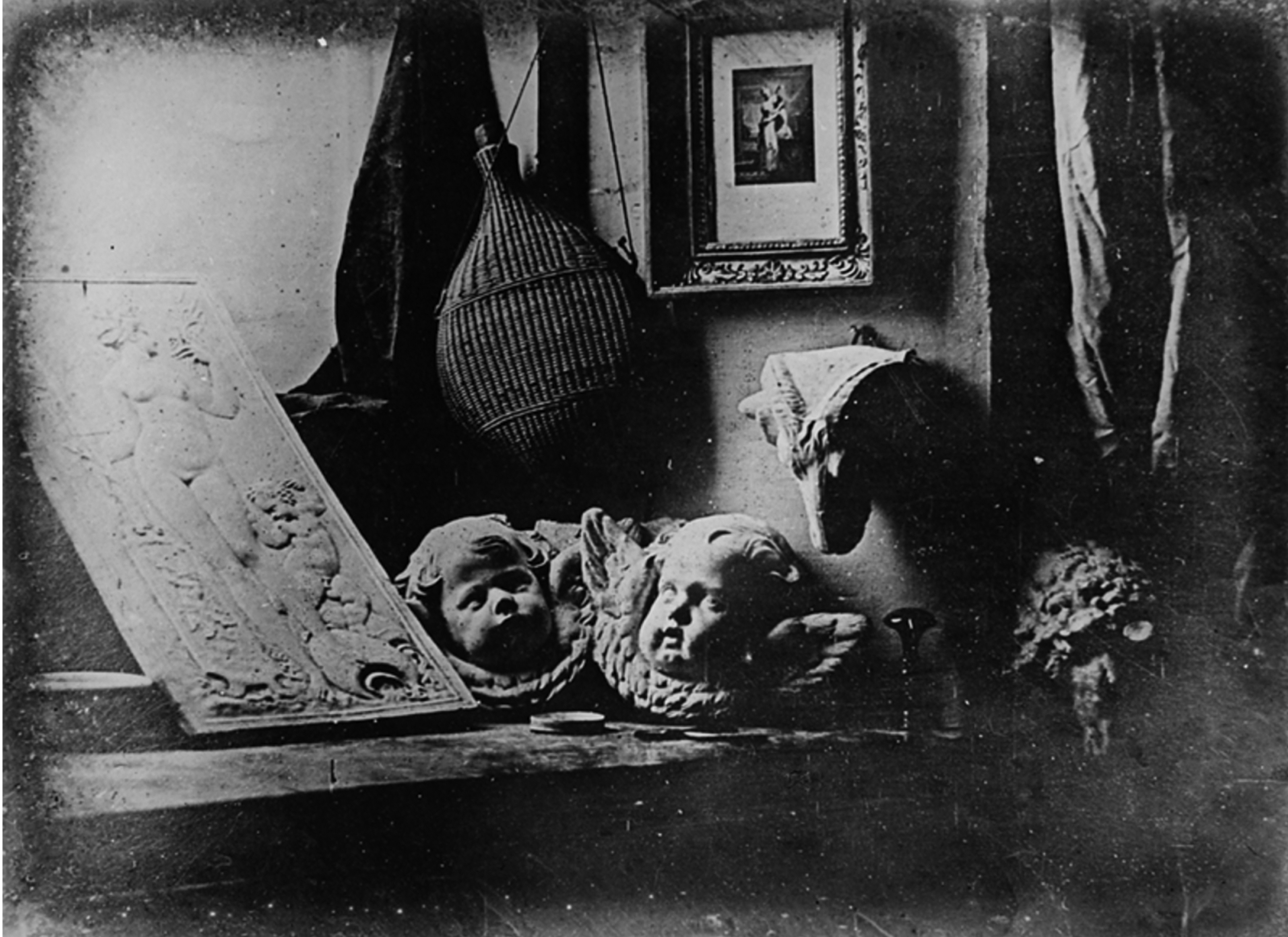
کارگاه هنرمند (داگرئوتیپ لوئیس داگر، ۱۹۳۷)
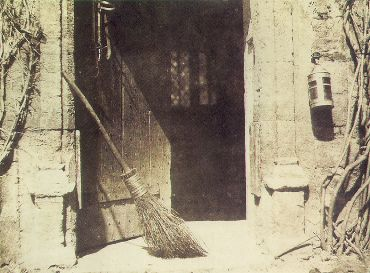
تصویری با عنوان درب باز است که در آن هنر برای اولین بار در دنیای عکاسی مورد بحث قرار می‌گیرد.
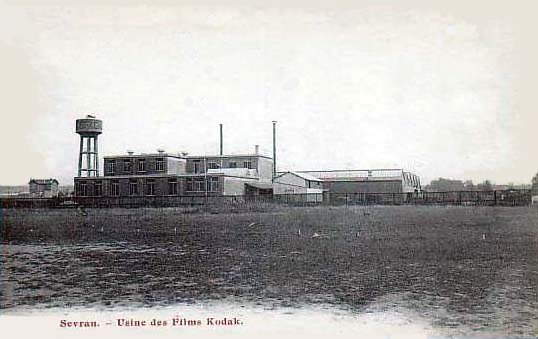
کارخانه کداک در سوران در حدود سال ۱۹۰۰